# Parosela laevigata
Parosela laevigata là một loài thực vật có hoa trong họ Đậu. Loài này được (Sesse & Mocino ex G. Don) Rose mô tả khoa học đầu tiên năm 1906.